# Al Gore
Albert Arnold Gore Jr., detto Al (Washington, 31 marzo 1948), è un politico e ambientalista statunitense, 45º vicepresidente degli Stati Uniti d'America dal 1993 al 2001 durante la presidenza di Bill Clinton. Membro del Partito Democratico, Gore ha servito come senatore per lo stato del Tennessee dal 1985 al 1993 ed in precedenza come membro della Camera dei Rappresentanti per lo stato del Tennessee dal 1977 al 1985. Gore è inoltre stato il candidato del Partito Democratico alla presidenza alle elezioni del 2000.
Fu insignito del Premio Nobel per la pace 2007 e del Premio Principe delle Asturie per la Cooperazione Internazionale 2007 per il suo impegno in difesa dell'ambiente.
Membro del Partito Democratico, si è seduto per il Tennessee nella Camera dei Rappresentanti dal 1977 al 1985 e poi al Senato dal 1985 al 1993, prima di essere eletto vicepresidente di Bill Clinton nelle elezioni del 1992 e del 1996.
È stato candidato alla presidenza alle elezioni del 2000. Nonostante avesse prevalso nel voto popolare e nonostante il ricorso e la contestazione a seguito del conteggio dei voti in Florida presso la Corte suprema, a causa della modalità elettorale negli Stati Uniti, fu battuto dal candidato repubblicano George W. Bush, in maggioranza per numero di grandi elettori.

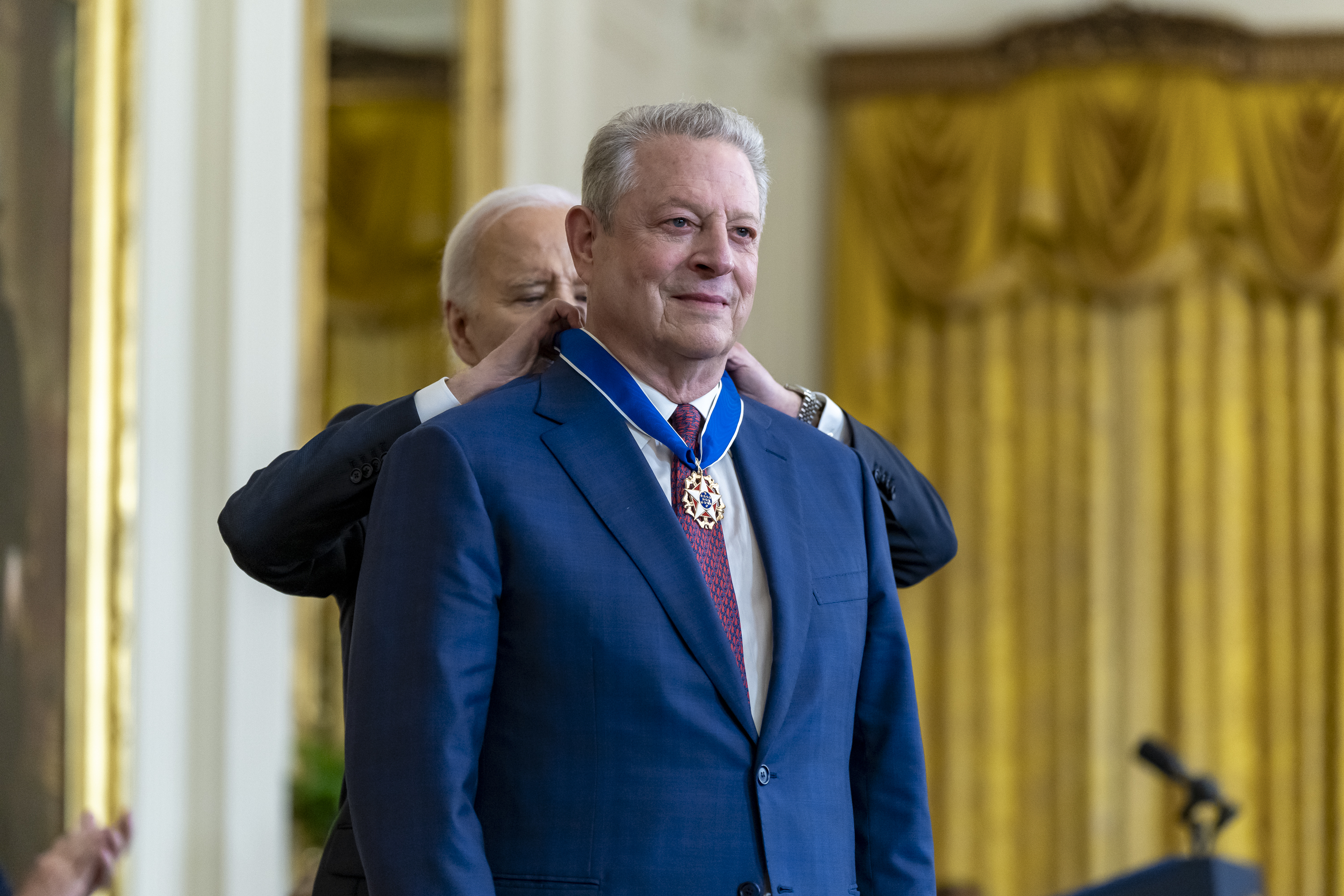
Al Gore riceve la Medaglia presidenziale della libertà dal Presidente degli Stati Uniti d'America Joe Biden, Casa Bianca, 2024

## Biografia

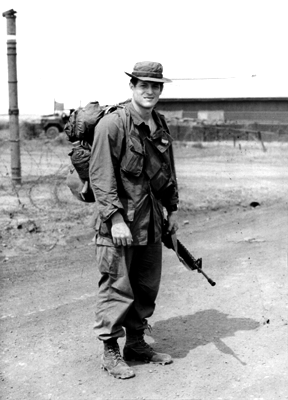
Al Gore con l'incarico di reporter durante la guerra del Vietnam

Nato a Washington il 31 marzo 1948, Al Gore è il figlio secondogenito del senatore democratico Albert Gore, Sr. e di Pauline LaFon Gore.
Dopo la laurea all'Università Harvard, nel 1969 svolge il servizio militare in Vietnam per due anni nella 20ª Brigata Ingegneri, in cui opera anche come reporter e giornalista, narrando gli eventi della guerra, a cui era contrario.

## Carriera politica
Inizia la carriera politica nel 1976, quando è eletto per il Tennessee al Congresso degli Stati Uniti. È eletto al Senato nel 1984 e rieletto nel 1990. Tra i due mandati, nel 1988, si svolgono le elezioni primarie del Partito Democratico per la nomination a sfidante di George Bush alle elezioni presidenziali dello stesso anno.
Al Gore si candida - a 39 anni è definito dai media il più giovane credibile candidato alla presidenza dai tempi di John Fitzgerald Kennedy - contando sul fatto di essere il solo candidato forte del Sud, ma la candidatura di Jesse Jackson scombina i suoi piani. I due si dividono i voti degli Stati meridionali, che sono i primi a votare e possono dare un vantaggio quasi incolmabile a un candidato. Sottraendosi delegati a vicenda, favoriscono l'affermazione di Michael Dukakis.
Il 3 aprile 1989 il figlio Albert è coinvolto in un incidente stradale, il piccolo aveva lasciato la mano del padre ed era corso in mezzo alla strada dove era stato, poi, investito da una macchina il cui guidatore affermava di non averlo visto: per molto tempo le condizioni del bambino, che aveva sei anni, rimasero molto critiche, dovendo ricorrere a lungo a un respiratore artificiale. Per assisterlo Gore si ritira dalla campagna elettorale per le primarie del 1992. Durante la degenza del figlio, Gore scrive Earth in the Balance (Terra in equilibrio) sulla conservazione ambientale, che riceve critiche positive da The New York Times. È il primo libro scritto da un senatore statunitense dopo Profiles in Courage di John F. Kennedy a rientrare nella lista dei bestseller del Times.

### Vicepresidente degli Stati Uniti (1993-2001)

Il logo della campagna elettore per le elezioni presidenziali del 1992

Il 9 luglio 1992 Bill Clinton sceglie Al Gore come suo candidato vicepresidente. Gore temporeggia: dopo l'incidente del figlio aveva deciso di dedicare più tempo alla famiglia e considera l'impegno di vice presidente gravoso in termini di tempo. Finì per accettare.

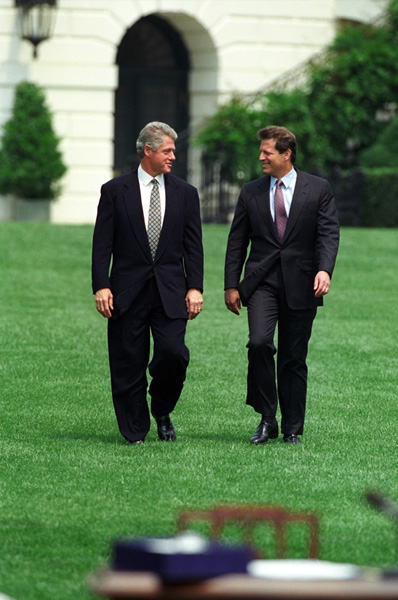
Al Gore con il Presidente Bill Clinton nel 1993

La scelta di Clinton suscita molte polemiche, perché i due sono considerati troppo simili: entrambi del Sud, giovani, con idee politiche analoghe, per molti commentatori politici costituiscono un ticket non in grado di allargare il consenso. I fatti smentiscono questa analisi: il ticket Clinton-Gore vince le elezioni del 1992 ed ottiene la conferma nelle elezioni del 1996, è una delle coppie presidenziali più giovane di tutta la storia statunitense.

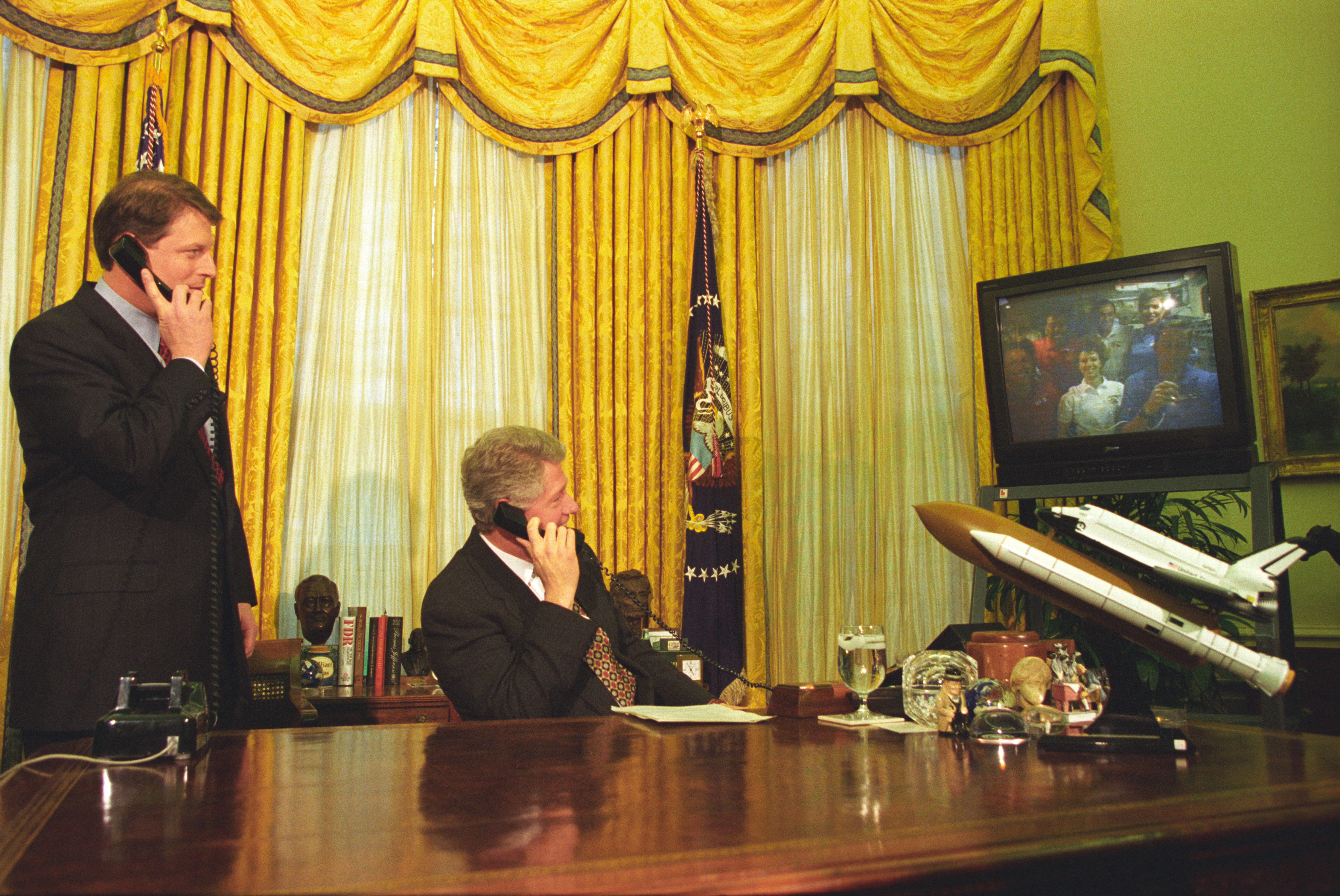
Il Presidente e il Vicepresidente mentre parlano dallo Studio Ovale con alcuni astronauti

La presidenza Clinton cominciò il 20 gennaio 1993. All'inizio del primo mandato, Clinton e Gore svilupparono un accordo di due pagine che delineava la loro "relazione". Clinton si è impegnato ad effettuare regolari riunioni per il pranzo; ha riconosciuto Gore come consigliere principale per le nomine e ha nominato alcuni dei consiglieri principali di Gore in posizioni chiave del personale della Casa Bianca. Clinton rese Gore, secondo gli storici, uno dei vicepresidenti più influenti della storia statunitense: durante i suoi due mandati ha avuto parte attiva a numerose riunioni internazionali e dibattiti pubblici, favorì la diffusione di internet e dei nuovi mezzi di comunicazione, approvò le campagne militari contro Slobodan Milošević e Saddam Hussein (Operazione Desert Fox del 1998), si schierò a favore del protocollo di Kyōto. Attraverso i loro pranzi settimanali e le conversazioni quotidiane, Gore divenne "l'indiscutibile consigliere capo" del presidente. 

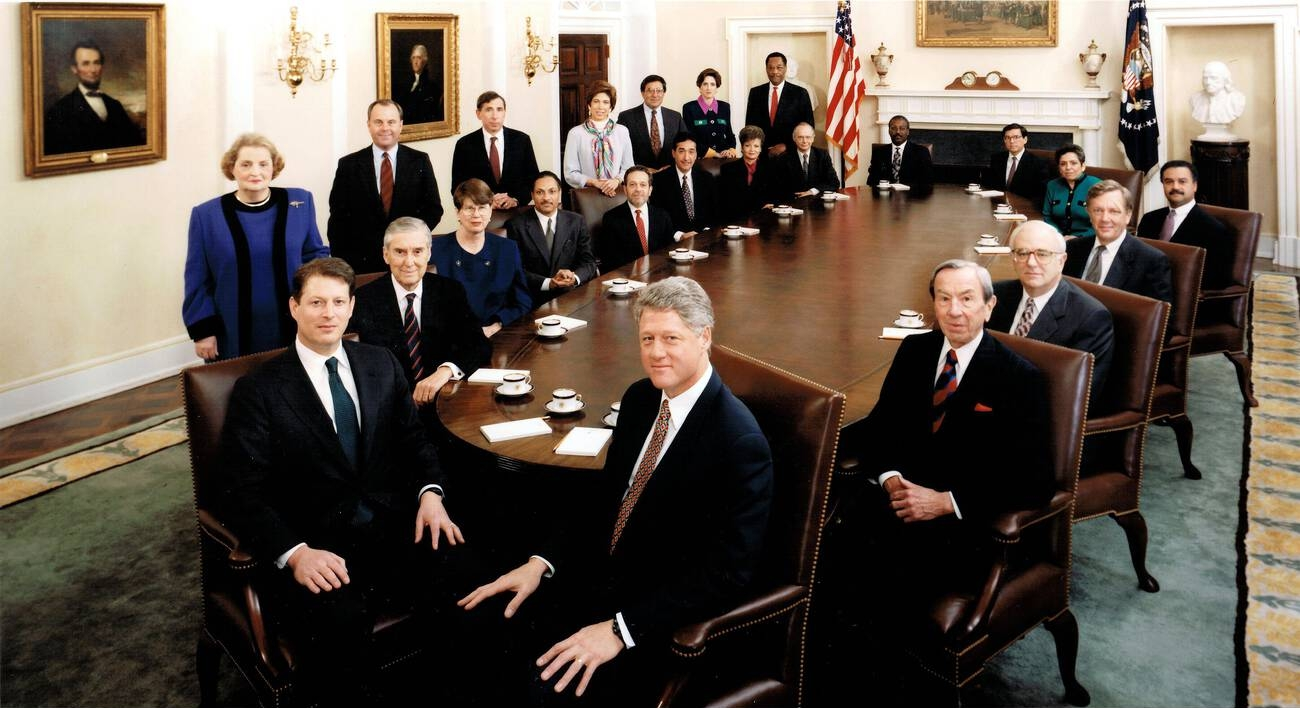
Il Vicepresidente Al Gore e il Presidente Bill Clinton con il gabinetto presidenziale nel 1993

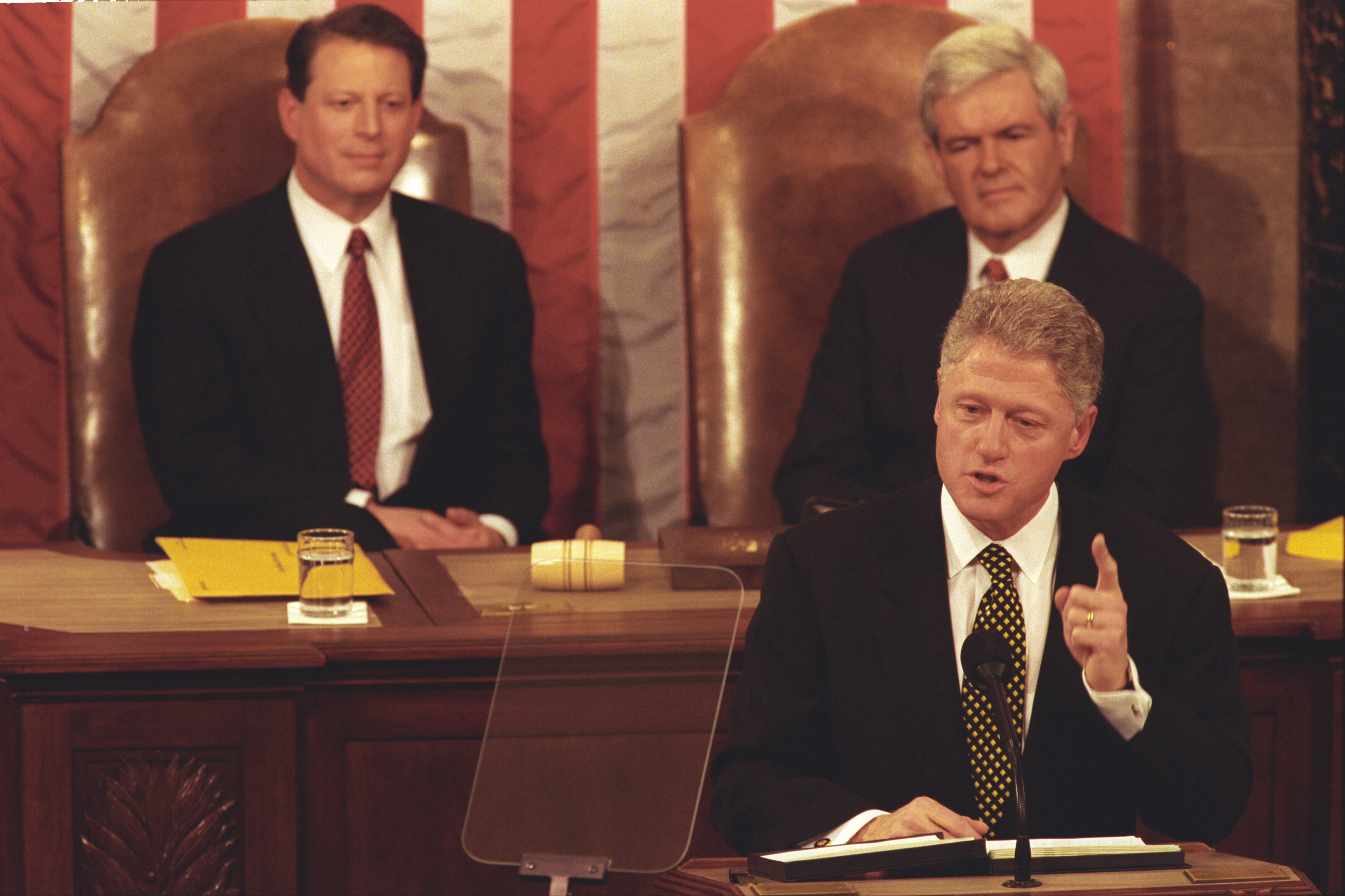
Il Presidente Clinton durante il discorso sullo Stato dell'Unione del 1998, Al Gore è alle sue spalle in qualità di Vicepresidente e Presidente del Senato insieme allo Speaker Newt Gingrich

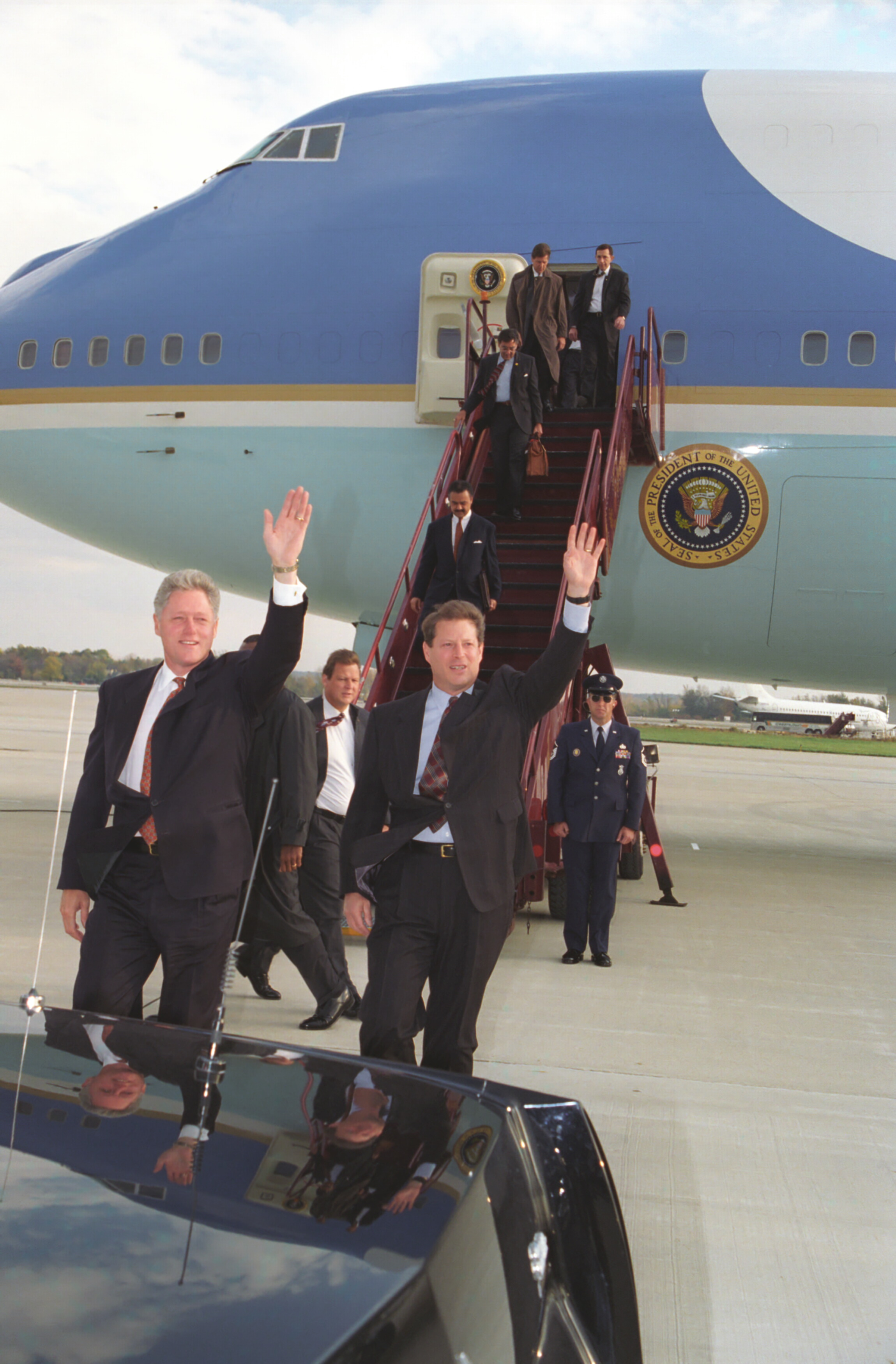
Il Presidente Clinton e Gore mentre scendono dall'Air Force One

Gore dovette fare i conti anche con lo scandalo Lewinsky, riguardante una relazione tra il presidente Clinton e una stagista della Casa Bianca, Monica Lewinsky. Gore inizialmente difese il presidente Clinton, che credeva innocente, affermando: "È il presidente del paese! È mio amico... Voglio chiederti ora, ognuno di voi, di unirsi a me nel sostenerlo." Dopo che Clinton venne messo sotto accusa, Gore continuò a difenderlo affermando: "Ho definito il mio lavoro esattamente allo stesso modo per sei anni... per fare tutto il possibile per aiutarlo a essere il miglior presidente possibile".

### Candidato alla presidenza
Dopo otto anni di vicepresidenza, nel 2000 Gore è il candidato alla Casa Bianca del Partito Democratico alle elezioni presidenziali. Il risultato elettorale resta in bilico per diverse settimane a causa dello strettissimo margine, poche centinaia di voti, che separa Gore dal candidato repubblicano George W. Bush nello Stato della Florida, di cui è governatore il fratello di Bush, Jeb, e i cui grandi elettori potrebbero determinare la vittoria dell'uno o dell'altro candidato.

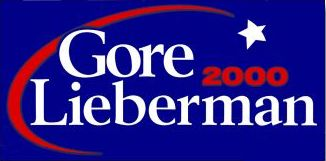
Logo della campagna elettorale democratica per le presidenziali del 2000

Dopo una controversia giudiziaria sul conteggio dei voti, la Florida fu assegnata ai repubblicani: la Corte, pur ammettendo errori, negò una nuova verifica delle schede elettorali. Bush è proclamato ufficialmente 43º Presidente degli Stati Uniti d'America. Gore ottiene comunque la maggioranza dei voti complessivi, distaccando il suo avversario di oltre 500.000 voti.
Dopo la sconfitta elettorale, Gore si allontana parzialmente dalla politica, anche se non risparmia critiche all'Amministrazione Bush, soprattutto per la gestione dell'uragano Katrina del 2005. Decide di non candidarsi alle primarie democratiche del 2008 in alternativa a Hillary Clinton e a Barack Obama.

## Vita privata

### Matrimonio e figli
Di religione battista, Al Gore è stato sposato dal 19 maggio 1970 al giugno 2010 con Tipper Gore, da cui ha avuto quattro figli: Karenna (1973), Kristin Carlson (1977), Sarah LaFon (1979) e Albert Gore III (1982). Nel giugno del 2010 la coppia si è separata consensualmente.

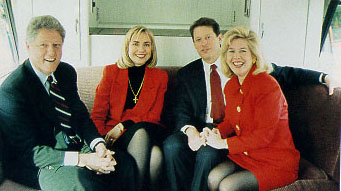
I coniugi Clinton e Gore

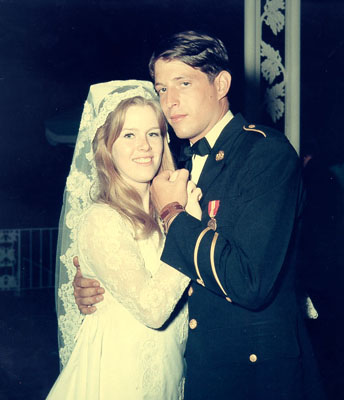
Al Gore con la moglie il giorno del loro matrimonio

### Abitudini alimentari
Poco chiara è la posizione personale di Al Gore riguardo all'uso di carne nella sua alimentazione (specie in un'ottica ambientalista), tanto da aver dato adito a speculazioni da parte dei media. Il 4 novembre 2009 egli rilasciò un'intervista alla rete televisiva americana ABC, in cui sosteneva di essere d'accordo sul fatto che il cibarsi di carne contribuisca all'aumento delle emissioni di CO2, oltre che ad incrementare il consumo di acqua potabile, tuttavia affermò anche di non essere vegetariano, ma di aver fortemente ridotto il consumo di carne nella sua alimentazione.
Quattro anni dopo il giornale inglese The Guardian sostenne che Al Gore, dopo aver pubblicato il famoso documentario Una scomoda verità, avesse subito forti pressioni per dichiararsi vegano, che alcuni giornali avevano data per scontata la sua conversione al veganismo e che la sua richiesta di un pasto senza noci o nocciole né olio durante una sua campagna nel Missouri, aveva dato origine a congetture sulla sua conversione al veganesimo.

## Ambientalismo

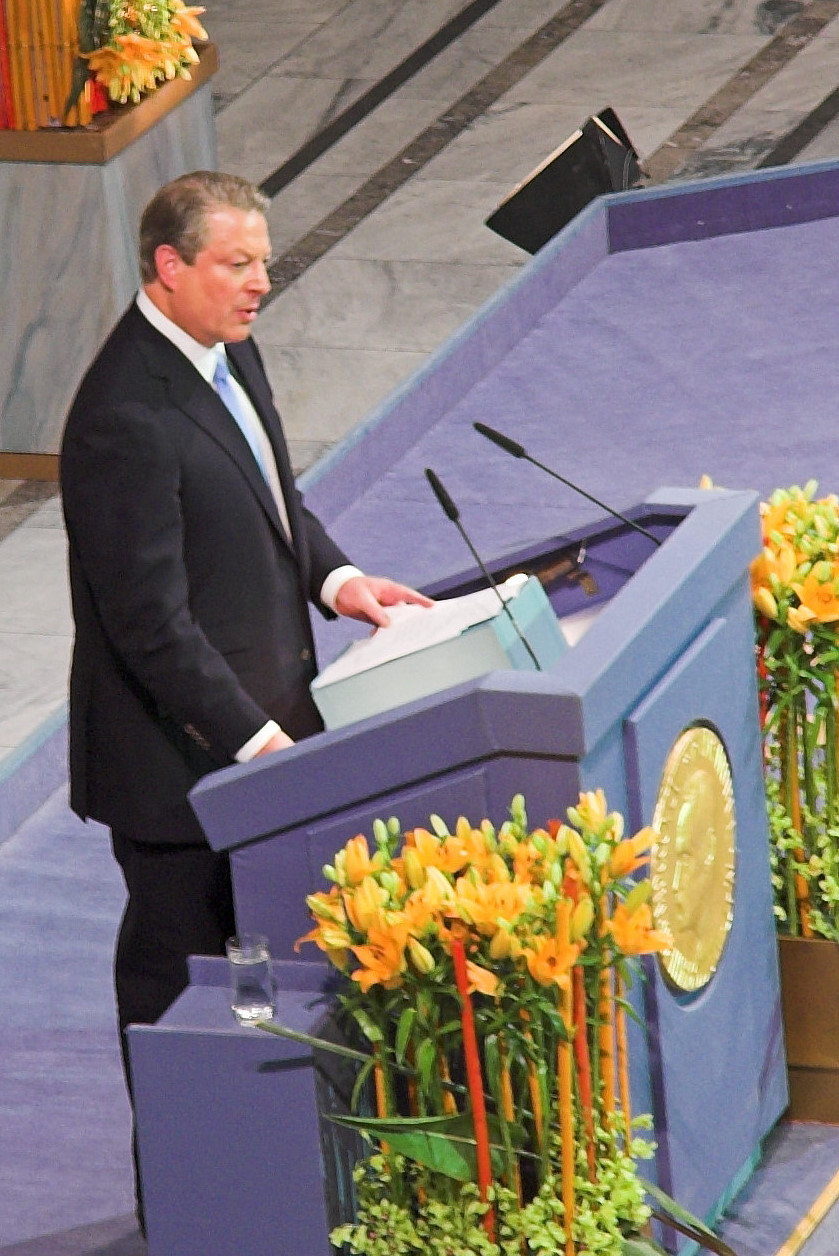
Al Gore riceve il Premio Nobel per la pace

Nel 2006 è protagonista del documentario Una scomoda verità (An Inconvenient Truth) sui pericoli e sulle ripercussioni del riscaldamento globale della Terra, presentato al Festival di Cannes e premiato nel 2007 durante la 79ª edizione dei Premi Oscar come miglior documentario e miglior canzone (I need to wake up, di Melissa Etheridge). Pochi giorni dopo l'assegnazione dell'Oscar il quotidiano britannico The Guardian scrisse che Gore avrebbe consumato nella sua abitazione 221 000 kWh di elettricità nell'anno precedente, ovvero circa 20 volte la media nazionale annua. Sempre nel 2006 fonda l'organizzazione no-profit Climate Reality Project, da lui stesso diretta, dedita all'educazione e alla diffusione della consapevolezza sui cambiamenti climatici. Stessa cosa l'ha fatta anche nel 2016 con una scomoda verità 2. In più insieme alla NASA e alla NOAA Gore riuscì a fondare il satellite artificiale Discovr.
Organizza il concerto Live Earth del 7 luglio 2007.
Nel 2007 vince insieme all'Intergovernmental Panel on Climate Change il Premio Nobel per la pace « [...] per i loro sforzi per costruire e diffondere una conoscenza maggiore sui cambiamenti climatici provocati dall'uomo e per porre le basi per le misure necessarie a contrastare tali cambiamenti». Particolare scalpore fa il suo discorso tenuto ad Oslo in occasione del conferimento del premio Nobel, quando afferma:
(Al Gore, dal discorso tenuto in occasione del conferimento del Premio Nobel per la Pace a Oslo il 10 dicembre 2007)

## Apple, Google e i Webbys Awards
Nonostante le controversie, Gore continua a essere coinvolto nell'industria dei computer. È membro del consiglio di amministrazione di Apple Inc. dal 2003 e lavora come consulente senior presso Google Inc. Nel 2005 l'Accademia Internazionale delle Arti Digitali e delle Scienze ha onorato Gore ai Webby Awards con il Lifetime Achievement Award «per tre decenni di contributi ad internet». I Webby Awards, che sono considerati il Premio Oscar del web, sono stati ideati da Tiffany Shlain, secondo la quale «Lui [Gore, n.d.r.] è solo una tra le tante persone che hanno realizzato dei lavori straordinari, come membro del Congresso, senatore e vice presidente».

## Televisione
Il 4 maggio del 2004 fonda il network televisivo Current TV: un canale interattivo pensato per un pubblico giovane, che è andato in onda anche in Italia sulla piattaforma satellitare di Sky dal maggio 2008 al luglio 2011.

## Galleria d'immagini

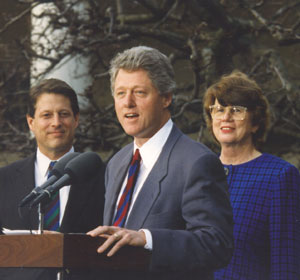
Il vicepresidente, Bill Clinton e il procuratore Generale degli Stati Uniti Janet Reno (11 febbraio 1993)
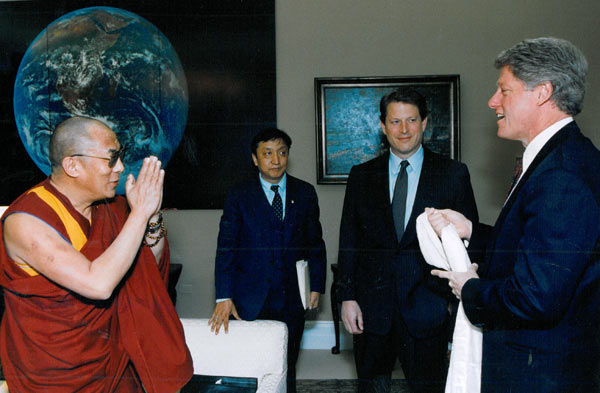
Il Dalai Lama, Lodi Gyari, Al Gore e Bill Clinton nell'ufficio del Vicepresidente (27 aprile 1993)
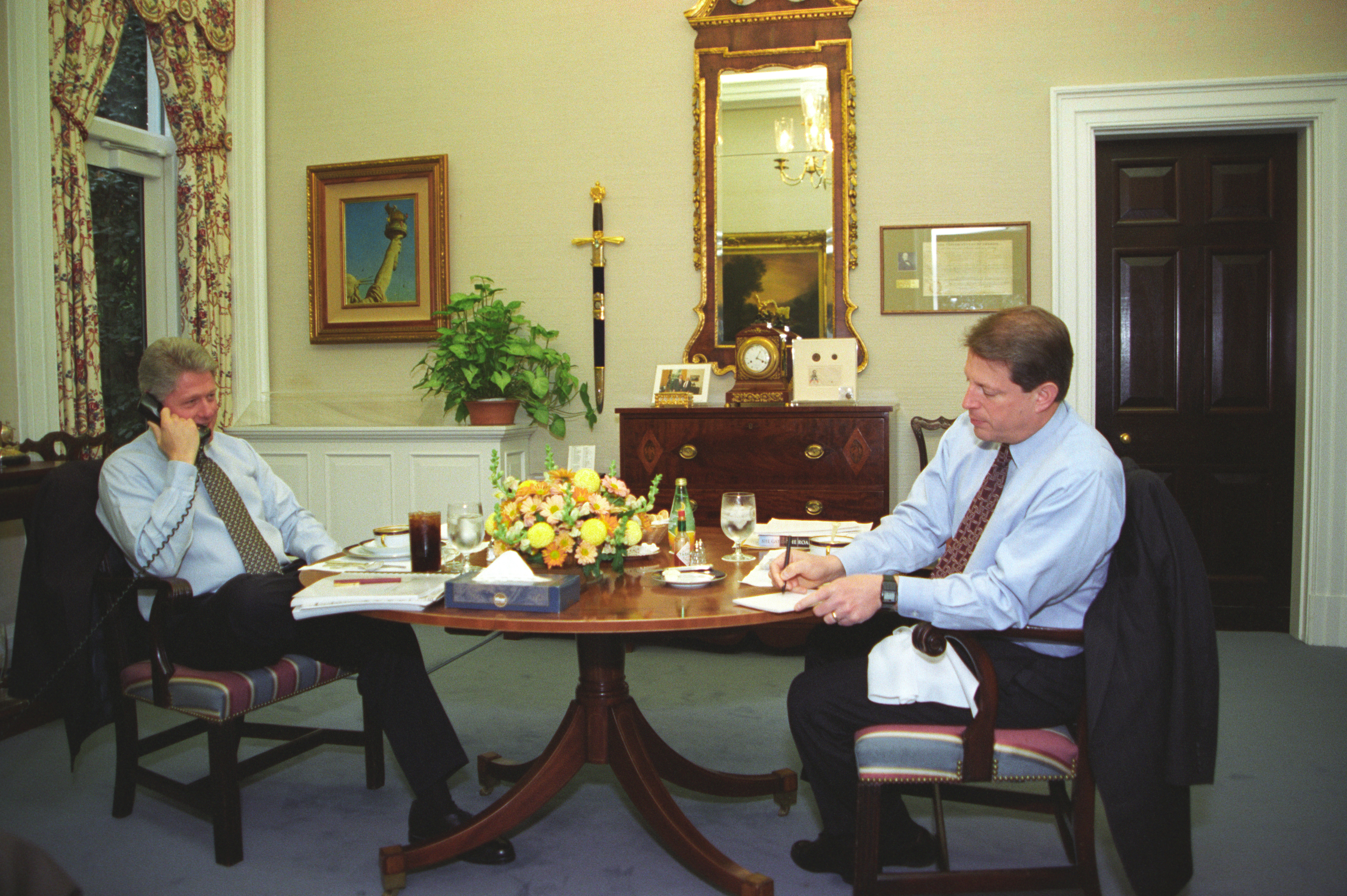
Il presidente e il vicepresidente durante un incontro (21 novembre 1995)
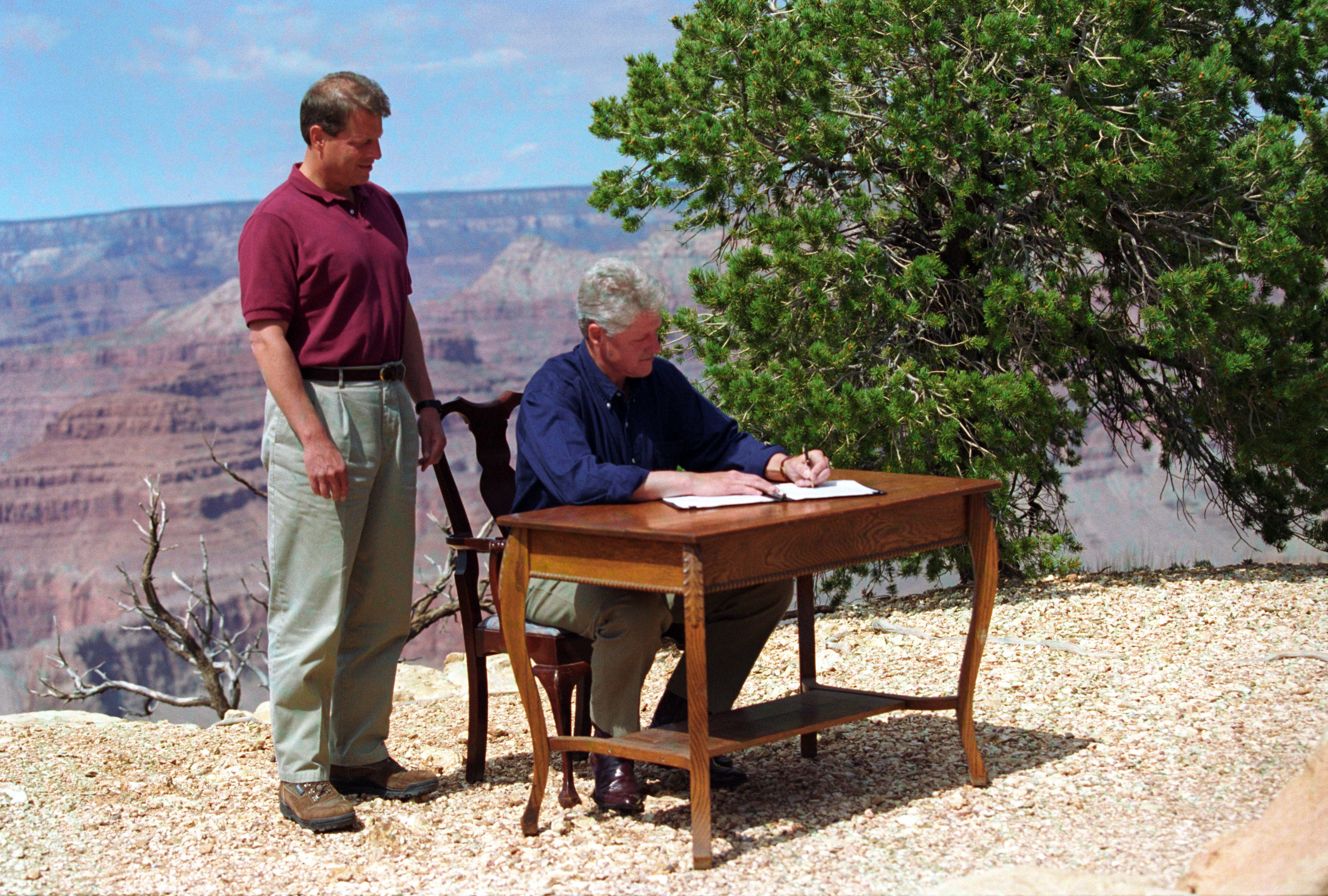
Il vicepresidente Gore osserva Clinton intento a firmare una legge federale (18 settembre 1996)
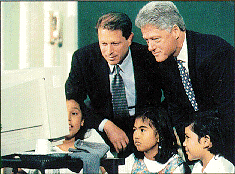
Al Gore e Clinton al computer con dei ragazzi: la presidenza Clinton fu il periodo di massima digitalizzazione per gli States (autunno 1996)
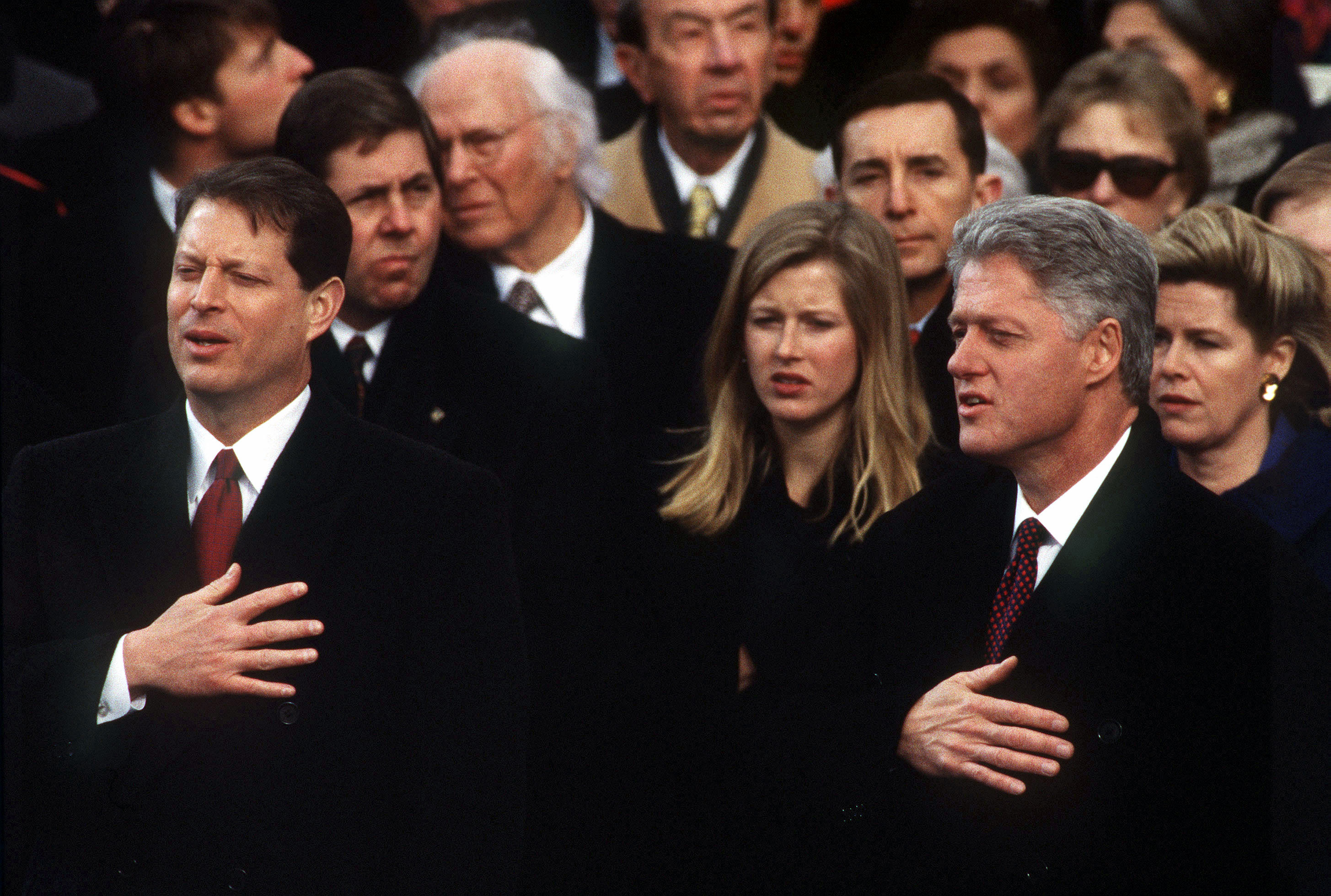
Al Gore e Bill Clinton durante la seconda inaugurazione presidenziale di Clinton (20 gennaio 1997)
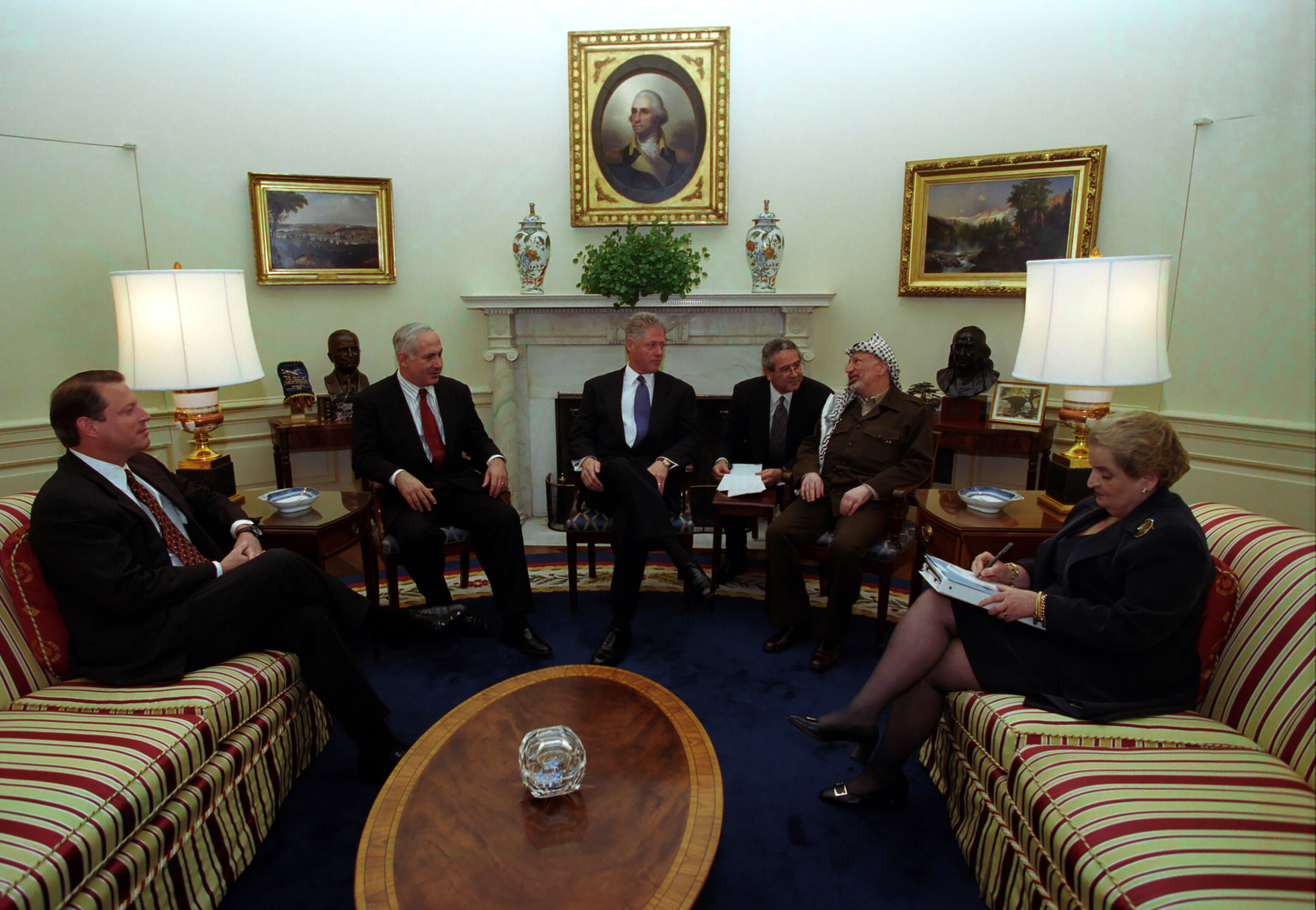
Da sinistra: il vicepresidente Gore, il Primo ministro israeliano Benjamin Netanyahu, il presidente Clinton, Yasser Arafat e il segretario di Stato Madeleine Albright (15 ottobre 1998)
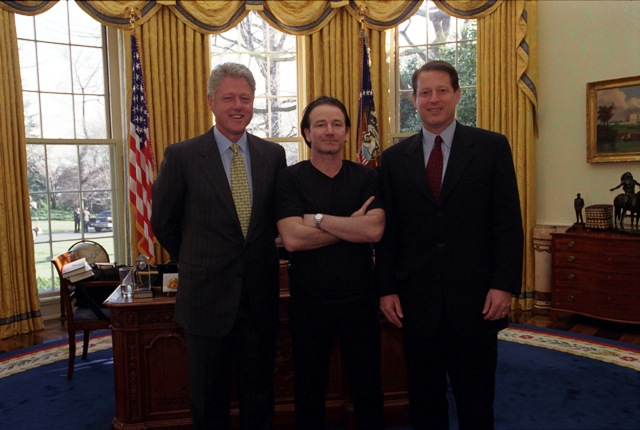
Bono con Bill Clinton e Al Gore (16 marzo 1999)